# George Willig
George Willig (* 11. Juni 1949 in Queens, New York) ist ein US-amerikanischer Gebäudekletterer, Stuntman und Buchautor, der unter den Namen Human Fly (Menschliche Fliege) und The Spiderman (der Spinnenmann) bekannt ist.
Am 26. Mai 1977 kletterte er die Fassade des 110 Stockwerke hohen Südturms des World Trade Centers hinauf und erlangte mit dieser Aktion landesweite Bekanntheit. Er musste eine symbolische Geldstrafe von 1,10 Dollar (1 Cent pro Stockwerk) bezahlen. Filmaufnahmen des Stunts wurden in zahlreichen US-amerikanischen Unterhaltungsshows und Sportsendungen gezeigt.
Danach erhielt er eine Reihe von Aufträgen als Stuntman, u. a. in der Serie Der Sechs-Millionen-Dollar-Mann. Im Jahr 1979 veröffentlichte er ein Buch mit dem Titel Going It Alone.
In den 1980er und 1990er Jahren verschwand George Willig weitgehend aus der Öffentlichkeit und arbeitete als Gebäuderestaurierer in Kalifornien.
Nach den Anschlägen vom 11. September 2001, bei denen beide Türme des World Trade Centers zerstört wurden, geriet er kurzzeitig wieder in die Schlagzeilen und gab ein Interview, in dem er sein Bedauern darüber äußerte, das World Trade Center erklommen und dieses dadurch ins Blickfeld von Terroristen gerückt zu haben. Später revidierte er diese Aussage, die er nach eigenen Angaben in der ersten Trauer und Wut getätigt habe, und betonte, dass er glücklich darüber sei, das World Trade Center erklommen zu haben.